# Nie musisz się bać
Nie musisz się bać – drugi singel polskiego piosenkarza Oskara Cymsa z jego drugiego albumu studyjnego, zatytułowanego Szkic i kontury. Singel został wydany 18 września 2024.
Kompozycja znalazła się na 6. miejscu listy OLiA, najczęściej odtwarzanych utworów w polskich rozgłośniach radiowych.

## Geneza utworu i historia wydania
Utwór napisali i skomponowali Dominic Buczkowski-Wojtaszek, Patryk Kumór, Emilian Waluchowski, Oskar Cyms i Frank Bo. Piosenkarz o singlu:

Nie ważne gdzie będziemy, najważniejsze, że będziemy razem. Wiele ludzi gdzieś głęboko w sobie skrywa lęk przed nieznanym lub zwyczajnie tłumi emocje spowodowane wcześniejszymi rozczarowaniami. Kiedy na naszej drodze życia pojawia się ta wyjątkowa osoba, możemy podzielić ten strach na pół. »Nie musisz się bać« to historia o relacji, o tym jak wielką siłą w życiu jest miłość.

Singel ukazał się w formacie digital download 18 września 2024 w Polsce za pośrednictwem wytwórni płytowej DB4 Management w dystrybucji Warner Music Poland. Piosenka została umieszczona na drugim albumie studyjnym Cymsa – Szkic i kontury.
31 grudnia 2024 wystąpił z piosenką podczas Sylwestrowej Mocy Przebojów organizowanej w Toruniu i emitowanej na antenie stacji Polsat.

## „Nie musisz się bać” w stacjach radiowych
Nagranie było notowane na 6. miejscu w zestawieniu OLiA, najczęściej odtwarzanych utworów w polskich rozgłośniach radiowych.

## Teledysk
Do utworu powstał teledysk w reżyserii Tomasza Wilczyńskiego, który udostępniono 24 września 2024 za pośrednictwem serwisu YouTube.

## Lista utworów
- Digital download[3]

1. „Nie musisz się bać” – 2:25

## Notowania
| Kraj   | Lista (2024)                   | Najwyższa pozycja |
| ------ | ------------------------------ | ----------------- |
| Polska | OLiS – oficjalna lista airplay | 6                 |

| Kraj   | Lista (2024)                   | Pozycja |
| ------ | ------------------------------ | ------- |
| Polska | OLiS – oficjalna lista airplay | 55      |

## Wyróżnienia
| Rok  | Konkurs                  | Kategoria                   | Rezultat    |
| ---- | ------------------------ | --------------------------- | ----------- |
| 2024 | Gorąca 100               | 100 największych hitów 2024 | 77. miejsce |
| 2024 | Przebój roku RMF FM 2024 | Przebój roku                | 33. miejsce |